# Nathalie Mauriac Dyer
Pour les articles homonymes, voir Mauriac et Dyer.
Nathalie Mauriac Dyer, née en 1956 est une éditrice, autrice, chercheuse en littérature française spécialiste de Marcel Proust. Elle est la fille de Claude Mauriac, la petite-fille de François Mauriac et l'arrière-petite fille du Dr Robert Proust.

## Biographie

### Jeunesse et formation
Ancienne élève de l'École normale supérieure de Fontenay, agrégée de lettres modernes, docteur de l'Université Paris Sorbonne Nouvelle, habilitée à diriger des recherches de l'Université Paris-Sorbonne

### Carrière
Responsable de l'équipe Proust de l'ITEM de 2010 à 2024.